# 망가니즈
망가니즈(←영어: manganese 맹거니즈[*]) 또는 망간(←독일어: Mangan 망간[*])은 화학 원소로 기호는 Mn(←라틴어: Manganum 망가눔[*])이고 원자 번호는 25이다. 자연계에서는 순수한 형태로 발견되지 않고 주로 철과 혼합된 형태로 존재한다. 공업적으로는 스테인리스강 등의 합금에 주요 첨가물로 사용된다. 이산화 망가니즈는 아연-탄소 전지와 알칼리 전지에서 음극으로 사용된다.

## 성질

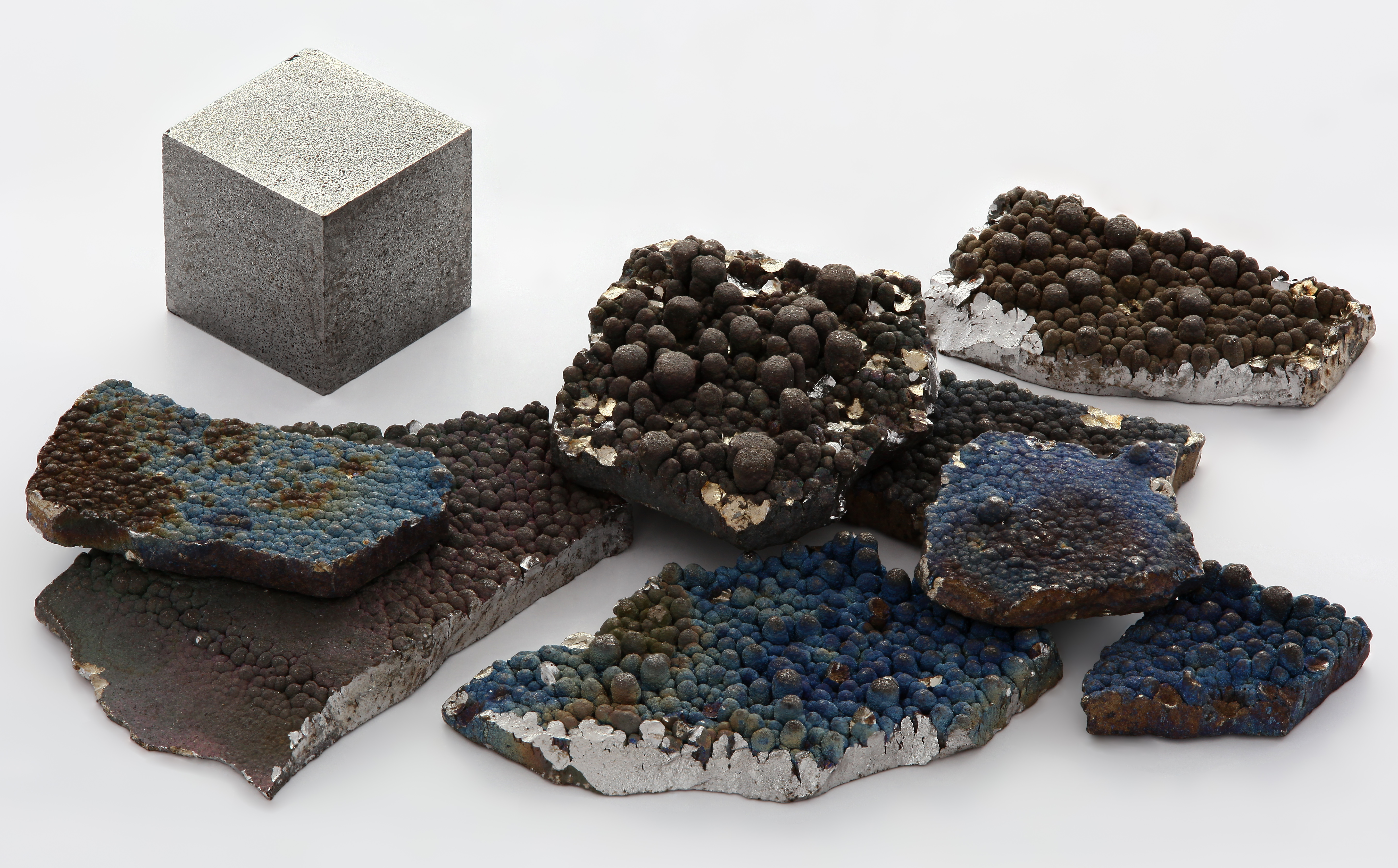
순수한 망간 1입방센티미터.

망가니즈는 철과 비슷한 모습의 회백색 금속이다. 단단하고 부서지기 쉽다. 녹이는 것은 어려우나, 쉽게 산화한다. 특별한 처리를 한 경우만 강자성을 띤다. 공기 중이나 산소를 포함한 물 속에서 느리게 산화되어 철과 비슷한 녹이 생긴다.

### 물리적 성질

#### 동위 원소
자연계에 존재하는 망가니즈 동위 원소는 망가니즈-55 하나뿐이다. 현재까지 망가니즈의 방사성 동위 원소는 총 18가지가 알려져 있으며, 이 중 가장 안정한 것은 망가니즈-53(반감기 약 370만년)으로, 크로뮴-53으로 붕괴한다. 망가니즈-54(반감기 312.3일)와 망가니즈-52(반감기 5.591일)를 제외하면 나머지 방사성 동위 원소들은 모두 반감기가 18시간 미만이다.

## 존재
망가니즈는 지각에서 12번째로 많은 원소이며, 약 1000ppm 정도 포함되어 있다. 토양에는 평균 440ppm, 해수에는 약 10ppm의 농도로 존재한다.
주로 이산화 망가니즈의 형태로 존재하며, 전 세계 망가니즈 매장량의 80%는 아프리카 지역에 있는 것으로 알려져 있다. 이외에 우크라이나, 오스트레일리아, 인도, 중국, 가봉, 브라질 등에도 상당량이 매장되어 있다.

## 역사
'망가니즈'라는 이름은 현재 그리스에 속해 있는 마그네시아 지방에서 발견된 두 종류의 검은색 광물을 지칭하는 말이었다.
18세기 중반, 스웨덴의 화학자 칼 셸레는 이산화 망가니즈를 포함한 광석에서 염소 기체를 얻는 실험을 하던 중, 이 광물 안에 새로운 원소가 포함되어 있다는 사실을 알아냈다. 그러나 셸레는 그 원소를 분리해내지는 못했다. 이후 1774년, 요한 고틀리브 간은 이산화 망가니즈를 탄소와 반응시켜 산소를 제거한 뒤, 불순물이 섞인 형태의 망가니즈를 최초로 분리해냈다.

## 같이 보기
- 소듐
- 포타슘